# 纤叶钗子股
纤叶钗子股（学名：Luisia hancockii），为兰科钗子股属下的一个植物种。